# Cal Batlló (la Nou de Berguedà)
Cal Batlló és una masia del municipi de la Nou de Berguedà (Berguedà) inclosa en l'Inventari del Patrimoni Arquitectònic de Catalunya.

## Descripció
Es tracta d'una masia d'estructura clàssica, amb coberta a dues vessants i amb carener perpendicular a la façana, orientada a llevant. La masia presenta una planta rectangular adaptada al poc terreny pla disponible i té dos cossos adossats pels costats de tramuntana i migdia, que l'amplien considerablement i que són fruit de les obres del segle xviii. Els murs són fets amb maçoneria molt irregular i sense arrebossar. Les portes i finestres tenen llindes de fusta. El cos de migdia té una arcada d'arcs rebaixats.

## Història
El Batlló fou construït al segle xvii substituint una construcció anterior d'origen medieval. Com el seu nom indica, fou residència dels batlles que el monestir de Ripoll tenia al terme parroquial de Sant Martí de la Nou, un dels centres de les seves propietats al Berguedà des del segle IX i XI.